# Aganope
Aganope je biljni rod iz tropske Afrike i Azije, čini dio potporodice Papilionoideae, porodica mahunarki. Postoji desetak vrsta, lijana, prenjačica i manjeg drveća koje rastu po tropskim šumama, šumama Mangrova i šipražju.

## Vrste
1. Aganope agastyamalayana M.B.Viswan., Manik. & Tangav.
2. Aganope balansae (Gagnep.) P.K.Lôc
3. Aganope dinghuensis (P.Y.Chen) T.C.Chen & Pedley
4. Aganope gabonica (Baill.) Polhill
5. Aganope heptaphylla (L.) Polhill
6. Aganope impressa (Dunn) Polhill
7. Aganope leucobotrya (Dunn) Polhill
8. Aganope lucida (Welw. ex Baker) Polhill
9. Aganope polystachya (Benth.) Thoth. & D.N.Das
10. Aganope stuhlmannii (Taub.) Adema
11. Aganope thyrsiflora (Benth.) Polhill